# Pachydota palmeri
Pachydota palmeri là một loài bướm đêm thuộc phân họ Arctiinae, họ Erebidae.